# Comté de Jefferson (Montana)
Pour les articles homonymes, voir Comté de Jefferson.
Le comté de Jefferson est un des 56 comtés de l’État du Montana, aux États-Unis. En 2010, la population était de 11 406 habitants. Son siège est Boulder. Le comté a été fondé en 1864.

## Géolocalisation
| Comté de Powell                         | Comté de Lewis et Clark |                     |
| Comté de Silver Bow Comté de Deer Lodge | Comté de Jefferson      | Comté de Broadwater |
|                                         | Comté de Madison        | Comté de Gallatin   |

## Principales villes
- Boulder
- Whitehall
- Basin